# Harosset
Le harosset (hébreu : חֲרוֹסֶת, ˈχaroset) est une trempette pour les herbes amères lors du séder de Pessa'h, et l'un des éléments de son plat. Imitant vraisemblablement un usage du symposion, il est rationalisé par les rabbins comme rappelant le mortier avec lequel les Hébreux devaient produire des briques lors de leur esclavage en Égypte. On en trouve des variantes dans les communautés juives du monde entier, à base de fruits divers qui lui donnent un goût sucré, et d'amandes ou de noix qui le rendent croquant.

## Le harosset dans les sources juives

### Dans la Mishna et la Tossefta
La Torah prescrit de manger la chair de l'offrande pascale « rôtie au feu et accompagnée d’azymes et d’herbes amères » (Ex 12,8) mais la mishna Pessa'him 10:3 (IIe siècle) qui traite du séder, enjoint d'apporter « l'azyme, la laitue et le harosset » pour les y tremper. L'influence de condiments à base de fruits qui étaient servis, à la même époque, lors des symposiums romains avec la laitue et d'autres légumes, est très probable, et l'auteur de cet article de la Mishna ajoute que ce n'est pas une obligation mais Rabbi Eléazar Berabbi Tsaddok (he) est d'avis contraire, puisqu'il disait « aux marchands de Lod “Venez et prenez des épices de prescription” » (tossefta Pessa'him 10:10 ; les passages parallèles des Talmuds de Babylone et de Jérusalem, portent « Jérusalem » au lieu de Lod mais rien n'indique que la coutume du harosset était, comme ces versions le suggèrent, en vigueur avant la destruction du temple).

### Dans les Talmuds
Le Talmud de Babylone (achevé au VIe siècle, plus d'un siècle après le Talmud de Jérusalem) précise en Pessa'him 116a les termes du débat : si ce n'est pas une prescription, pourquoi l'apporter ? Et si c'est une prescription, chargée de transmettre un aspect de la vie en Égypte par le goût, de quoi est-elle le nom, puisque l'azyme représente déjà le miracle de la délivrance et les herbes l'amertume de l'esclavage ? 
En réponse à la première question, Rabbi Ammi (le Babylonien, et son explication est propre au Talmud de Babylone) suggère que le harosset est nécessaire “au” ou “comme” qappa de la laitue (ce qappa serait, d'après Hananel ben Houshiel, Rachi et Samuel ben Meïr, tenants de la lecture plus communément acceptée, un ver ou un poison, mais Moïse Maïmonide qui comprend la guemara différemment, y voit un remède) ; d'autres lui répondent que l'odeur du harosset aurait suffi, et qu'on y trempe les herbes amères pour en atténuer l'amertume (il est même préconisé par Rav Papa de ne pas les laisser macérer trop longtemps pour ne pas l'éliminer totalement), de même que l'Art culinaire d'Apicius recommande l'oxyporium afin d'« améliorer » la laitue ou l'endive et d'en limiter les effets nocifs sur le corps. 
Les rabbins galiléens mentionnés dans les Talmuds, semblent avoir été plus prompts à répondre à la deuxième question et à trouver au harosset une explication symbolique : afin de conserver quelque chose de la pratique originelle de la pâque après la destruction du temple de Jérusalem, les pains azymes et herbes amères qui lui servaient d'accompagnement, avaient été investis de la charge de symboliser la délivrance hâtive pour les premiers et l'amertume de la vie d'esclaves pour les secondes ; il convenait cependant de leur fournir dès lors un nouvel assaisonnement, les « épices de prescription » de la Tossefta — dans lesquelles le premier docteur cité dans la Mishna (he) voyait des « épices pour la prescription » qui n'auraient pas hérité du statut prescriptif des pains azymes et herbes amères, tandis que pour Rabbi Eléazar Berabbi Tsaddok, ces épices étaient elles-mêmes prescription —, et de conférer à celles-ci une charge symbolique équivalente. Dans le Talmud de Jérusalem (Pessa'him 10:3, 37d), Ribbi Yehoshoua ben Lévi (he) enseigne que le harosset doit être épais en souvenir du mortier, signe d'esclavage, mais d'autres rapportent qu'il doit être fluide en souvenir du sang (diversement interprété par Moïse Maïmonide et Samuel de Falaise (en) comme le sang pascal étalé sur les linteaux, et donc signe de rédemption, mais par l'auteur du Korban HaEda (en) comme celui des enfants d'Israël). Dans le passage parallèle du Talmud de Babylone (loc. cit.), Rabbi Lévi (he) dit qu'il rappelle la pomme (signe de rédemption, d'après TB Sota 11b) tandis que Rabbi Yohanan dit qu'il rappelle le mortier (signe de souffrance ; cet avis s'est si bien imposé que des lexicographes, anciens comme modernes, ont fait dériver harosset de heres ou harsit, « argile, » et un commentateur du code maïmonidien (he) l'appuie, expliquant qu'on ne récite pas de bénédiction sur le harosset car il marque la souffrance, dans la lignée du « pain de misère (he) » et des herbes amères qu'il ne fait qu'accompagner alors que s'il exprimait la rédemption, il représenterait une nouvelle prescription en lui-même et nécessiterait sa bénédiction propre). Abaye concilie les opinions en instruisant de le préparer sûr comme la pomme et épais comme le mortier.
Contrairement à l’Apicius, qui instruit précisément de préparer l'oxyporium avec « des dattes pilées au miel et épicées au cumin, gingembre, rue, poivre, vinaigre et un peu de liquamen », la composition du harosset au temps des Talmuds, ne peut se déduire de la seule littérature rabbinique classique : tout au plus tire-t-on du témoignage de la maison d'Issi en son nom, qu'on le prépare en pilant des épices, d'où son nom de doukka (Talmud de Jérusalem, loc. cit.), ainsi que l'appellent encore les Juifs venus du Yémen, d'une tradition concurrente rapportée dans le Talmud de Babylone (« les épices en souvenir de la paille, le harosset en souvenir du mortier ») qu'elles n'en sont pas le seul ingrédient, et qu'elles sont mélangées au vinaigre. Sa présence se déduit en effet de la m. Pessahim 2:3 et de sa guemara (TB Pessahim 30b) qui commandent de ne pas ajouter de farine au harosset, à moins de le consommer sans délai car son acidité (ou âcreté selon la glose de Rachi sur beit harosset, qui désigne le récipient dans lequel on le confectionne et suggère qu'il se prépare toute l'année) pourrait provoquer sa fermentation. On comprend par ailleurs de TB Pessahim 115a qu'il est assez liquide pour requérir un lavage des mains avant d'y tremper les herbes amères.

### Dans la littérature médiévale
Une grande latitude semble par conséquent avoir été laissée aux communautés juives dans la confection du harosset qui n'est souvent plus aigre ni liquide, et celui-ci permet de retracer leurs périples dans l'espace et le temps : les Juifs qui habitaient l'Irak, préparent le haliq à base de dattes depuis le temps des gueonim (entre les VIIe et IXe siècles), leurs voisins d'Iran utiliseraient 40 composants pour le halegh pour chaque année que les Hébreux ont passé dans le désert, Rachi (XIe siècle), vigneron champenois outre ses nombreuses fonctions communautaires, remplace le vinaigre par des pommes, du vin sec et des légumes locaux, Moïse Maïmonide donne l'une des premières recettes pour le harosset environ un siècle plus tard dans son commentaire sur la Mishna (he) s.v. Pessahim 10:3 de (« voici comment nous le faisons : nous épluchons des figues ou des dattes, les cuisons, les écrasons jusqu'à ce qu'elles soient tendres, les trempons dans du vinaigre, et nous y mettons des épis de zaatar, de cornouille ou d'origan sans les broyer » afin de rappeler l'hysope avec lequel les Hébreux ont étendu le sang de l'agneau pascal aux linteaux de leurs portes ; une recette plus sommaire et sans épis, figure dans son code, lois du levain et des azymes 7:11), les descendants de Juifs expulsés d'Espagne en 1492 et arrivés dans les Balkans et l'Empire ottoman, utilisent des raisins tandis que ceux qui ont fait route vers le Maroc, ont conservé la coutume espagnole médiévale de rouler leurs dattes en truffes, et ceux qui sont arrivés au Suriname à partir du XVIIe siècle, emploient des noix de coco,,. 
Pour autant, ces diverses coutumes culinaires partagent un principe commun de faire du harosset un symbole (il semble que ce soit la raison de l'apparente contradiction relevée par le rabbin Abraham de Boton (en) entre les positions de Maïmonide dans son commentaire de la Mishna et son code — il n'y a aucune obligation, biblique ou autre, à consommer le harosset en tant que soi et, partant, à réciter une bénédiction avant de l'ingérer comme c'est le cas pour l'azyme et les herbes amères mais il y a une prescription rabbinique à le faire figurer, en tant que symbole du sang ou du mortier, à la table du séder) : les tossafistes, disciples de Rachi qui ont habité le bassin rhénan entre les XIIe et XIVe siècles, tirent de la leçon « Jérusalem » en TB Pessahim 116a, que la Loi suit Rabbi Eléazar Berabbi Tsaddok, et qu'il convient de considérer le harosset comme une prescription rabbinique (voir aussi Sma"g, assin 41 et Kol Bo (en) 50) ; ils s'appuient en outre, dans leur commentaire sur le dit d'Abaye (glose sur TB Pessahim 116a, s.v. tsarikh), sur un répons des gueonim qui élabore vraisemblablement sur le dit de Rabbi Lévi, pour enjoindre de préparer le harosset à partir de produits issus pour la plupart de la lecture allégorique juive du Cantique des Cantiques : la pomme car « c’est sous le pommier que je t’ai éveillé » (Ct 8,5), la grenade car « ta tempe est comme une tranche de grenade » (Ct 4,3), la figue car « le figuier a donné ses jeunes pousses » (Ct 2,13), la datte car « je me suis dit: "Je monterai au palmier" » (Ct 7,9), la noix car « je suis descendue dans le verger aux noyers » (Ct 6,11) et l'amande car Dieu s'est hâté d'amener la fin [de l'esclavage] (d'après Jr 31,27). L'auteur de l'appendice au Sefer Mordekhaï sur les lois du séder, possède une version du Talmud de Jérusalem selon laquelle le harosset doit rappeler la brique en terre crue, et il rapporte d'une part au nom de l'Aroukh qu'il se prépare à partir de toutes sortes d'aliments, sucrés, amers et acides, comme l'argile qui contient de tout — Sédécias le Médecin (en) indique dans son recueil de lois (he) qu'à la suite d'une lecture erronée des gloses de Rachi et Samuel ben Meïr s.v. tavlin en TB Pessahim 116a, d'aucuns ajoutent même de la terre à leur harosset — et d'autre part au nom du Livre du Parfumeur qu'il doit inclure de la cannelle et du gingembre car leurs fibres dures empêchent de les piler entièrement et rappellent la paille (remez 611, p. 177a-b). Asher ben Yehiel qui part lui aussi des instructions données par le Talmud de Jérusalem et de divers enseignements tossafistes, instruit de le faire « épais, en souvenir du mortier, à partir de choses aigres en souvenir de l'amertume […] puis on l'amollit avec du vinaigre, on y met des épices comme la cannelle et le gingembre, qui ressemblent à de la paille […], une pomme en souvenir de “c’est sous le pommier que je t’ai éveillé”, et une figue en souvenir de “le figuier a donné ses jeunes pousses” » (Tour Orah Hayyim 473). Son commentateur post-médiéval Mojżesz Isserlès (Choulhan Aroukh Orah Hayyim 473:5) recommande aussi le vin rouge en souvenir du sang et revient à la liste de fruits des tossafistes, insistant toutefois sur l'importance des épices en souvenir de la paille.

Harosset à travers le monde juif
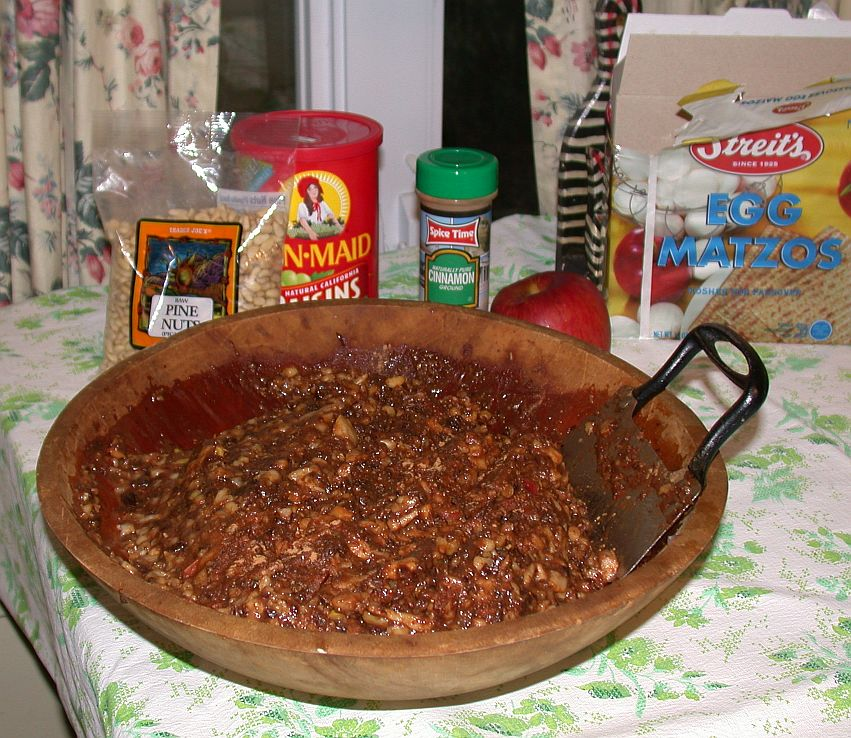
Harosset séfarade d'Europe occidentale (pignons de pin, pommes, poires, raisins secs, figues, jus d'orange, vin rouge et cannelle).
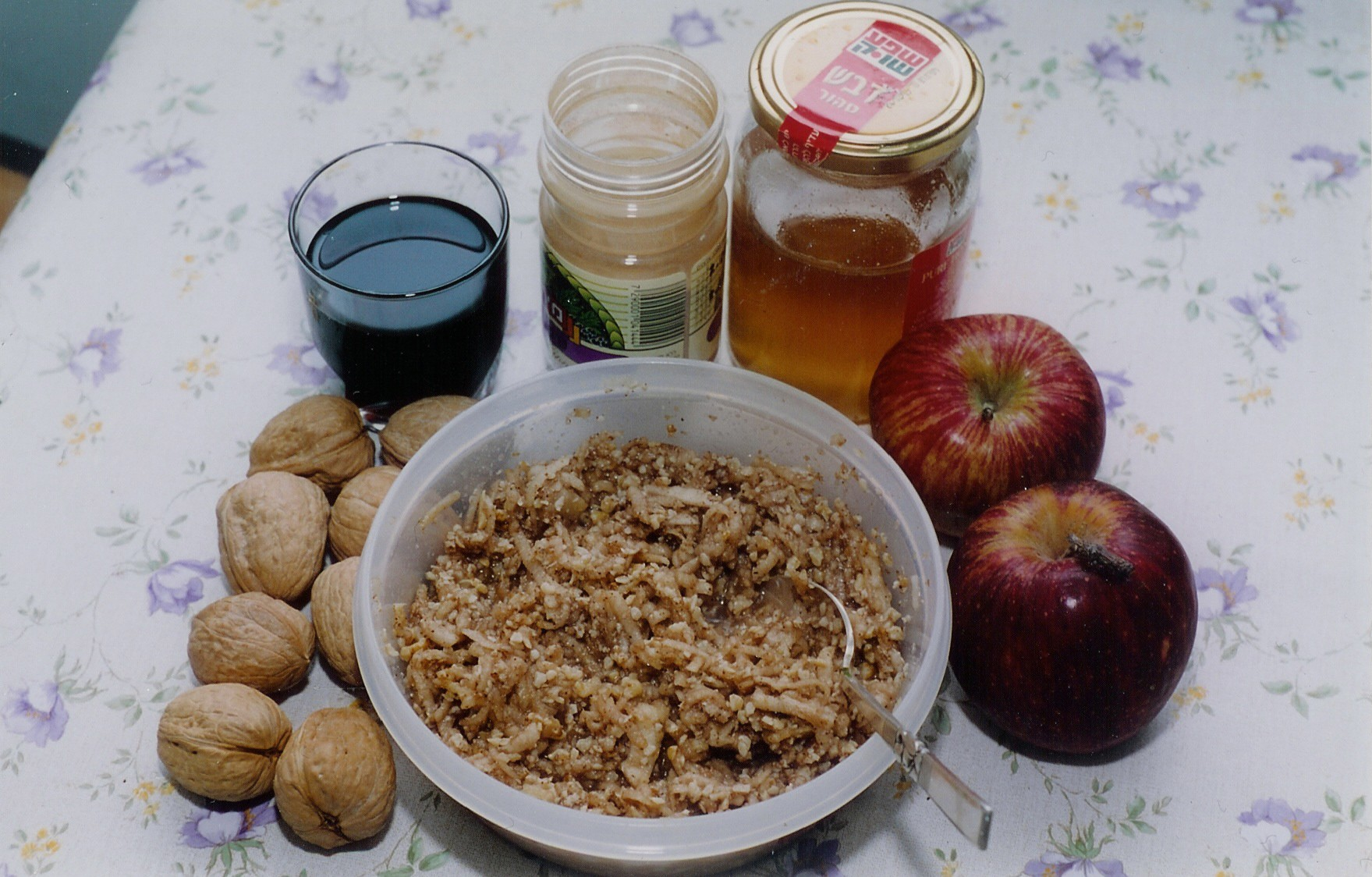
Harosset ashkénaze (noix, vin, cannelle, miel et pommes).

## Bon usage et consommation
Le harosset est reconnu par l'ensemble des décisionnaires comme prescription rabbinique mais il n'y a pas de bénédiction sur sa consommation (TOH 475) car il est accessoire au maror (BYOH 475:13), et c'est pourquoi il n'est pas non plus obligatoire d'en avoir un volume d'olive, que ce soit pour la consommation ou le trempage (Pri Megadim 475:7.7).
Trempette, il devrait servir à quatre moments du séder : pour y tremper le maror (indépendamment et lorsqu'on l'assemble aux azymes lors du korekh, pour se conformer à l'opinion de Hillel) ainsi que le karpass avant lui et la matsa ensuite. Maïmonide prescrit ces quatre usages, recommandant de ne pas laisser le maror macérer trop longtemps (code 8:2 & 8:8) mais Joseph Caro qui suit Jacob ben Asher et le Sefer Agour (he) (Beit Yossef Orah Hayyim 475:17), prescrit en outre de secouer le maror après qu'on l'a rapidement plongé tout entier dans le harosset (CAOH 475:1) ; la Mishna Beroura 475:13 signale que certains ne l'imbibent que partiellement, dans le même but. 
En ce qui concerne le karpass, les tossafistes glosent en TB Pessahim 114a s.v. metabel que si d'aucuns parmi leurs devanciers comme Rachi et son disciple Shemaya (en) mouillent dans le harosset, d'autres le font dans le vinaigre ou l'eau salée, et c'est ainsi qu'agit Jacob ben Meïr dont eux-mêmes suivent l'opinion. Malgré l'opinion de Maïmonide (code 8:2), le Choulhan Aroukh Orah Hayim 473:6 tranche en faveur vinaigre et bien que le Darkei Moshe suggère d'jouter un peu de harosset au vinaigre afin de s'acquitter de toutes les opinions, la Mishna Beroura 473:54 prescrit le vin, l'eau salée et ce qu'on veut, sauf le harosset qui est à réserver au maror. Quant à la matsa dans le harosset, la coutume semble ancienne et encore suivie, malgré les opinions dissonantes, y compris par ceux qui s'abstiennent de matsa trempée,.